# Analiza zagrożeń i krytyczne punkty kontroli
Analiza zagrożeń i krytyczne punkty kontroli (również system HACCP od ang. Hazard Analysis and Critical Control Points – HACCP) – postępowanie mające na celu zapewnienie bezpieczeństwa żywności przez identyfikację i oszacowanie skali zagrożeń z punktu widzenia wymagań zdrowotnych żywności oraz ryzyka wystąpienia zagrożeń podczas przebiegu wszystkich etapów produkcji i obrotu żywnością. System ten ma również na celu określenie metod eliminacji lub ograniczania zagrożeń oraz ustalenie działań korygujących.
System polega na przeprowadzeniu analizy zagrożeń i wskazaniu, które punkty procesu produkcji żywności są krytyczne, tzn. mogą w nich wystąpić zagrożenia (biologiczne, chemiczne, fizyczne) mające wpływ na jakość zdrowotną końcowego produktu. Punkty te oznacza się jako krytyczne punkty kontrolne i powinny one być objęte stałym nadzorem w celu uzyskania końcowego produktu o właściwej jakości zdrowotnej.
HACCP jest systemową procedurą identyfikacji i szacowania zagrożeń bezpieczeństwa żywności, z punktu widzenia jej jakości zdrowotnej oraz ryzyka wystąpienia tych zagrożeń podczas przebiegu wszystkich etapów produkcji i dystrybucji. Jest to również podejście mające na celu określenie metod ograniczania lub eliminacji tych zagrożeń. System HACCP pozwala na uzyskanie pewności, że zakład wykonał wszystko dla bezpieczeństwa wyrobu i konsumenta, w odniesieniu do przepisów, zasad dobrej praktyki produkcyjnej, dobrej praktyki higienicznej i potrzeb klientów.
Norma ISO 22000:2018 – Systemy zarządzania bezpieczeństwem żywności – Wymagania dla każdej organizacji należącej do łańcucha żywnościowego skierowana jest do wszystkich organizacji, które w ramach swoich działalności zajmują się produkcją, przetwarzaniem, magazynowaniem, transportowaniem i obrotem żywności oraz pasz dla zwierząt. Norma ISO 22000:2018 jednocześnie swoim zakresem rozszerza wymagania systemu HACCP i w bardziej istotny sposób demonstruje powiązanie z Codex Alimentarius. 

## Siedem zasad systemu HACCP
Zasady systemu HACCP określone zostały w art. 5 ust. 2 rozporządzenia (WE) nr 852/2004 Parlamentu Europejskiego i Rady z dnia 29 kwietnia 2004 r. w sprawie higieny środków spożywczych.
Zasada 1 – Identyfikacja zagrożeń i opisanie środków zapobiegawczych
Należy utworzyć zespół, który będzie odpowiedzialny za wszystkie działania podejmowane podczas tworzenia, wdrażania i utrzymania systemu. Sporządzić blokowy schemat procesu technologicznego, a po jego zweryfikowaniu wypisać wszystkie możliwe zagrożenia biologiczne (bakterie, wirusy, pasożyty), chemiczne (naturalne toksyny, związki chemiczne, pestycydy, metale ciężkie, pozostałości środków myjących) i fizyczne (szkło, metal, elementy opakowań) występujące na poszczególnych jego etapach oraz związane ze stosowanymi surowcami, dodatkami i materiałami. Następnie należy oszacować istotność zagrożeń i opisać środki kontrolne umożliwiające opanowanie zagrożeń istotnych dla bezpieczeństwa żywności.
Zasada 2 – Identyfikacja krytycznych punktów kontroli (CCP)Zespół HACCP powinien zidentyfikować tak zwane krytyczne punkty kontroli, czyli wszystkie miejsca w procesie technologicznym, w których do zagwarantowania bezpieczeństwa żywności jest niezbędne opanowanie (kontrola) występujących tam zagrożeń. Do identyfikacji CCP zaleca się stosowanie jednego z wielu drzewek decyzyjnych.
Zasada 3 – Identyfikacja limitów krytycznychDla każdego CCP należy ustalić limity (granice) krytyczne oznaczające takie wartości mierzalne środków kontrolnych, których nie można przekroczyć, ponieważ jest to jednoznaczne z utratą bezpieczeństwa wyrobu gotowego.
Zasada 4 – Ustalenie systemu monitorowania CCPKażdy CCP powinien mieć ustalone wymagania odnośnie do sposobu i częstotliwości odczytywania oraz zapisywania wartości środków kontrolnych (tzw. monitorowanie CCP) oraz osoby odpowiedzialnej za te działania.
Zasada 5 – Określenie działań korygującychNależy opracować procedury działań korygujących, które muszą być podjęte, gdy monitorowanie wykaże przekroczenie ustalonych granic krytycznych. Konieczne jest także wyznaczenie osoby odpowiedzialnej za podjęcie tych działań. Działania korygujące powinny zawierać sposób przywrócenia kontroli zagrożeń w CCP, a także sposób postępowania z produktem, który został wyprodukowany, gdy ustalone granice krytyczne zostały przekroczone.
Zasada 6 – Ustalenie procedur weryfikacji systemuNależy opisać sposób sprawdzania poprawności funkcjonowania systemu. System taki, opisany w formie procedury, może opierać się na wynikach badań mikrobiologicznych produktów końcowych lub reklamacjach. Zalecanym sposobem weryfikowania systemu jest wykonywanie audytów wewnętrznych systemu.
Zasada 7 – Ustalenie procedur zapisówDokumentacja i zapisy systemu HACCP stanowią dowód zapewnienia bezpieczeństwa żywności, dlatego należy opracować procedury sporządzania, prowadzenia, przechowywania i nadzorowania wszystkich dokumentów i zapisów systemu HACCP (3 lata od sprzedaży).
Jeżeli dokonuje się jakiejkolwiek modyfikacji w produkcie, procesie lub jakimkolwiek działaniu, przedsiębiorstwa zakłady powinny dokonać każdorazowo przeglądu procedury i wprowadzić niezbędne zmiany.

## Historia
System HACCP powstał w latach 1960. na zamówienie NASA, które miało na celu wyprodukowanie żywności dla kosmonautów, która byłaby bezpieczna. Ustalono wówczas, że dla uzyskania produktu o odpowiedniej jakości zdrowotnej należy kontrolować cały łańcuch żywnościowy z uwzględnieniem środowiska pracy, począwszy od pozyskiwania surowców.
Koncepcja systemu HACCP po raz pierwszy została zaprezentowana publicznie w 1971 r. na konferencji dotyczącej ochrony żywności. W 1975 roku HACCP został zaaprobowany przez WHO, a w 1980 roku Międzynarodowa Komisja ds. Wymagań Mikrobiologicznych dla Żywności WHO przedstawiła ogólne zasady i definicje systemu.
W Polsce obowiązek wdrażania systemu HACCP początkowo dotyczył tylko zakładów produkujących wodę mineralną oraz żywność specjalnego przeznaczenia żywieniowego.
W dniu 30 października 2003 roku Sejm ostatecznie uchwalił kolejną nowelizację ustawy z 11 maja 2001 r. o warunkach zdrowotnych żywności i żywienia, według której termin wdrożenia systemu HACCP został przesunięty na dzień 1 maja 2010 r.